# John Schick
John Michael Schick (Bridgeport, 6 gennaio 1916 – Toledo, 8 gennaio 1990) è stato un cestista statunitense, professionista nella NBL.

## Carriera
Giocò per due stagioni nella NBL, disputando complessivamente 97 partite con 3,7 punti di media.